# Mick
 (septembre 2010).
Si vous disposez d'ouvrages ou d'articles de référence ou si vous connaissez des sites web de qualité traitant du thème abordé ici, merci de compléter l'article en donnant les références utiles à sa vérifiabilité et en les liant à la section « Notes et références ».
Mick, de son vrai nom Mickael Moulin, est un coloriste et scénariste de bande dessinée né le 1er novembre 1984 à Vitry-sur-Seine.

## Publications

### Éditions Delcourt
(couleurs) avec Le Fab (scénario et dessin) :
- Stimpop, tome 1 : Le garçon qui venait de loin (mars 2014,  (ISBN 978-2-7560-5040-9))
- Stimpop, tome 2 : L'homme qui se croyait bon (octobre 2014,  (ISBN 978-2-7560-5765-1))
- Stimpop, tome 3 : Le monde qui jamais ne prit fin (mars 2015)
- Stimpop, tome 4 : La fille qui revint d'ailleurs (octobre 2015)

### Éditions Clair de Lune
(couleurs) avec Zaz (scénario) et Le Fab (dessin) :
- La Tour de Kyla, tome 1 : Porte, monstre, trésor (février 2007,  (ISBN 978-2-353-25003-5))
- La Tour de Kyla, tome 2 : Gros bills dans la brume (février 2008,  (ISBN 978-2-353-25044-8))

(couleurs) avec Hughot (scénario), Maxa' (dessins) et Pierre Leoni (Lettrage)
- La compagnie des Longs Chemins, tome unique (mars 2008,  (ISBN 978-2-353-25038-7))

### Éditions Paquet
(couleurs) avec Metapat (scénario) et Jull (dessins) :
- Dreamers, tome 1 : Rebirth (novembre 2007,  (ISBN 978-2-88890-236-2))

### Éditions Samji - Gekko
Coloriste :
- Naruzozo
- Two Piece
- Love Nana
- Full Lethal Alchemist
- The Big Bluff
- Dream Soccer
- Saint Zodiac, tome 1
- Saint Zodiac, tome 2

### Éditions Soleil
(couleurs) avec Thomas Mosdi, Ronan Le Breton (scénario), Aja, Stéphane Créty (dessins), Sandrine Cordurié (couleurs) et H. Tonton (dessins et couleurs) :
- Les Contes du Korrigan, tome 9 : Livre neuvième : La Colline d'Ahna (juin 2008,  (ISBN 978-2-302-00218-0))

### Éditions Kantik
(Scénario et couleurs) avec Pedro Valiente (dessin) :
- World Catch Mania, tome 1 : Welcome to russellmania (mai 2010,  (ISBN 978-2-357-08016-4))
- World Catch Mania, tome 2 : Holidays show! (octobre 2010,  (ISBN 978-2-357-08026-3))

(couleurs) avec Kitex (dessins) et Le Fab (scénario) :
- WaoW, tome 1 : Les Crèvemines (mai 2008,  (ISBN 978-2-357-08000-3))
- WaoW, tome 2 : La menace GrisRocs (novembre 2008,  (ISBN 978-2-357-08001-0))
- WaoW, tome 3 : À mort les morts (mars 2009,  (ISBN 978-2-357-08003-4))
- WaoW, tome 6 : Trolls ! (avril 2010,  (ISBN 978-2-357-08014-0))

(couleurs) avec O.L. Dorothy (dessins) et Zaz (scénario) :
- Cœur de Ténèbres, tome 1 : Génocide (janvier 2010,  (ISBN 978-2-357-08009-6))

(co-scenario) avec Le Fab, Régis Torres (dessins) et Fred Vigneau (couleurs) :
- Les Chroniques de WaoW, tome 1 : Des Noobz comme s'il en pleuvait (janvier 2010,  (ISBN 978-2-357-08010-2))